# Oskar Callier

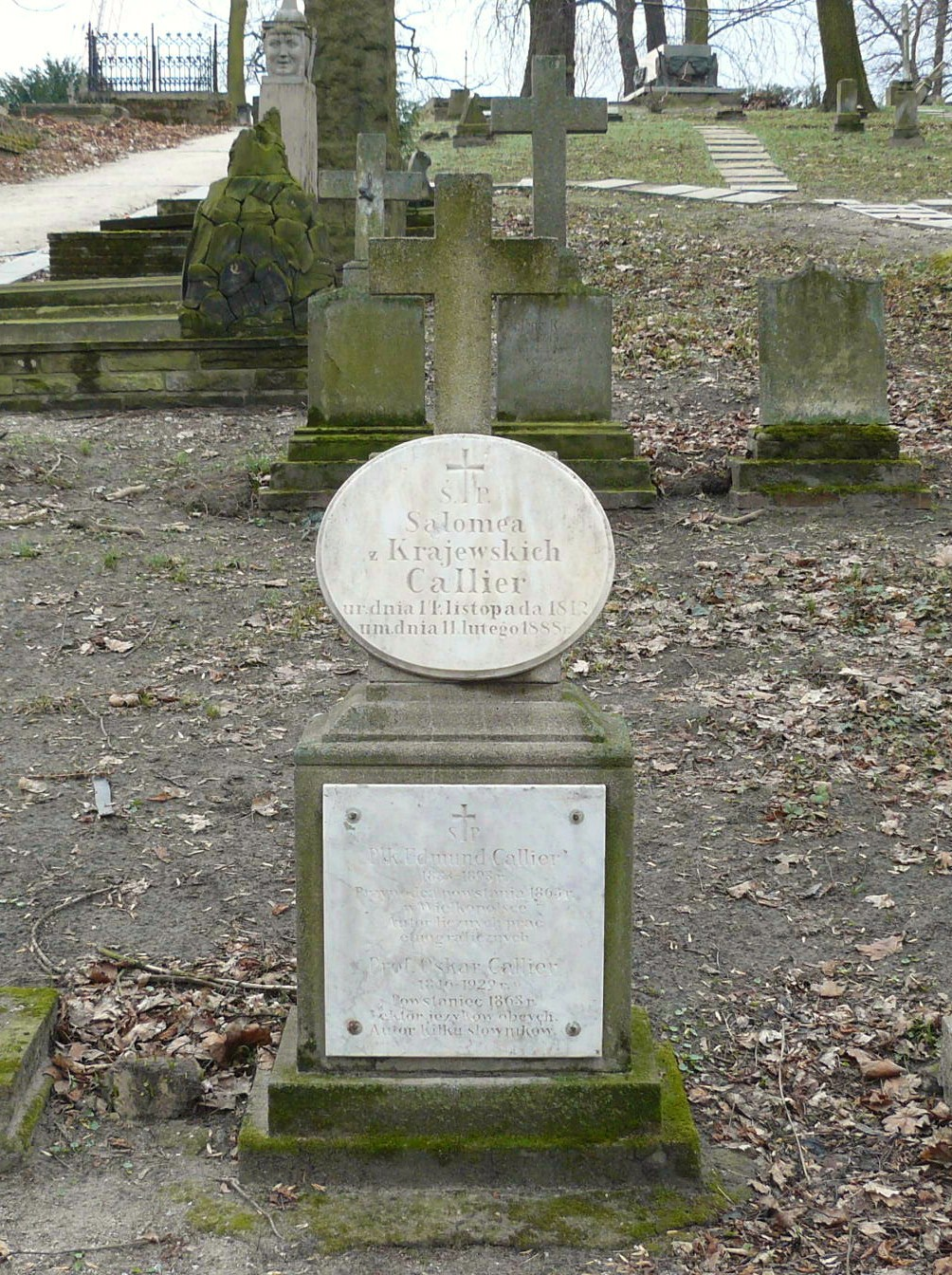
Grób rodziny Callierów na cmentarzu Zasłużonych Wielkopolan w Poznaniu

Oskar Włodzimierz Callier (ur. 23 czerwca 1846 w Buku, zm. 23 lutego 1929 w Poznaniu) – polski nauczyciel gimnazjalny i akademicki, filolog i uczestnik powstania styczniowego.

## Życiorys
Był synem Fryderyka i Salomei z Krajewskich; ojciec, potomek francuskich hugenotów, był urzędnikiem w administracji pruskiej, m.in. sekretarzem powiatowym w Szamotułach, Buku i Wrześni. Oskar Callier nauki gimnazjalne pobierał w Śremie. Jako 17-latek dołączył wraz z grupą 30 ochotników (w tym ze starszym bratem Edmundem) do oddziału powstańczego pułkownika Kazimierza Mielęckiego; walczył też pod dowództwem Walentego Raczkowskiego, biorąc udział m.in. w bitwach pod Olszakiem (23 marca 1863), pod Ślesinem (9 czerwca) i pod Ignacewem (10 czerwca). Po upadku powstania uniknął losu brata, uwięzionego w pruskiej twierdzy w Grudziądzu, ale przez kilka lat pozbawiony był możliwości kontynuowania edukacji – maturę w gimnazjum w Śremie złożył dopiero w 1869. Odbył z kolei studia uniwersyteckie w zakresie filologii we Wrocławiu (1869–1872) i Strasburgu (1872–1873), gdzie był uczniem m.in. prof. Eduarda Boehmera. W 1876 we Wrocławiu zdał państwowy egzamin, uprawniający do nauczania języka francuskiego, angielskiego oraz łaciny. Wcześniej już był przez rok suplentem w Collège w alzackim Obernai (1874) oraz jakiś czas spędził w angielskim Huntingdon (1875).
Po uzyskaniu państwowych uprawnień rok próbny jako nauczyciel spędził w szkole realnej w Górze Śląskiej (Guhrau) oraz w wyższej szkole realnej im. Bergera w Poznaniu. Od 1877 pozostawał w stałej służbie państwowej, kolejno jako nauczyciel zwyczajny, wyższy nauczyciel, wreszcie profesor, początkowo w gimnazjum w Neumünster (Holsztyn), a od 1878 w gimnazjum w Zgorzelcu (Goerlitz). W Zgorzelcu przepracował 24 lata. W 1902 przeniósł się z rodziną do Krakowa, by zapewnić dzieciom naukę w duchu polskim, a sam został nauczycielem języka angielskiego w miejscowej Akademii Handlowej i szkole realnej. Po wybuchu I wojny światowej znalazł się w Wiedniu i tamże uczył francuskiego w Polskiej Szkole Realnej Aleksandra Jaworskiego.

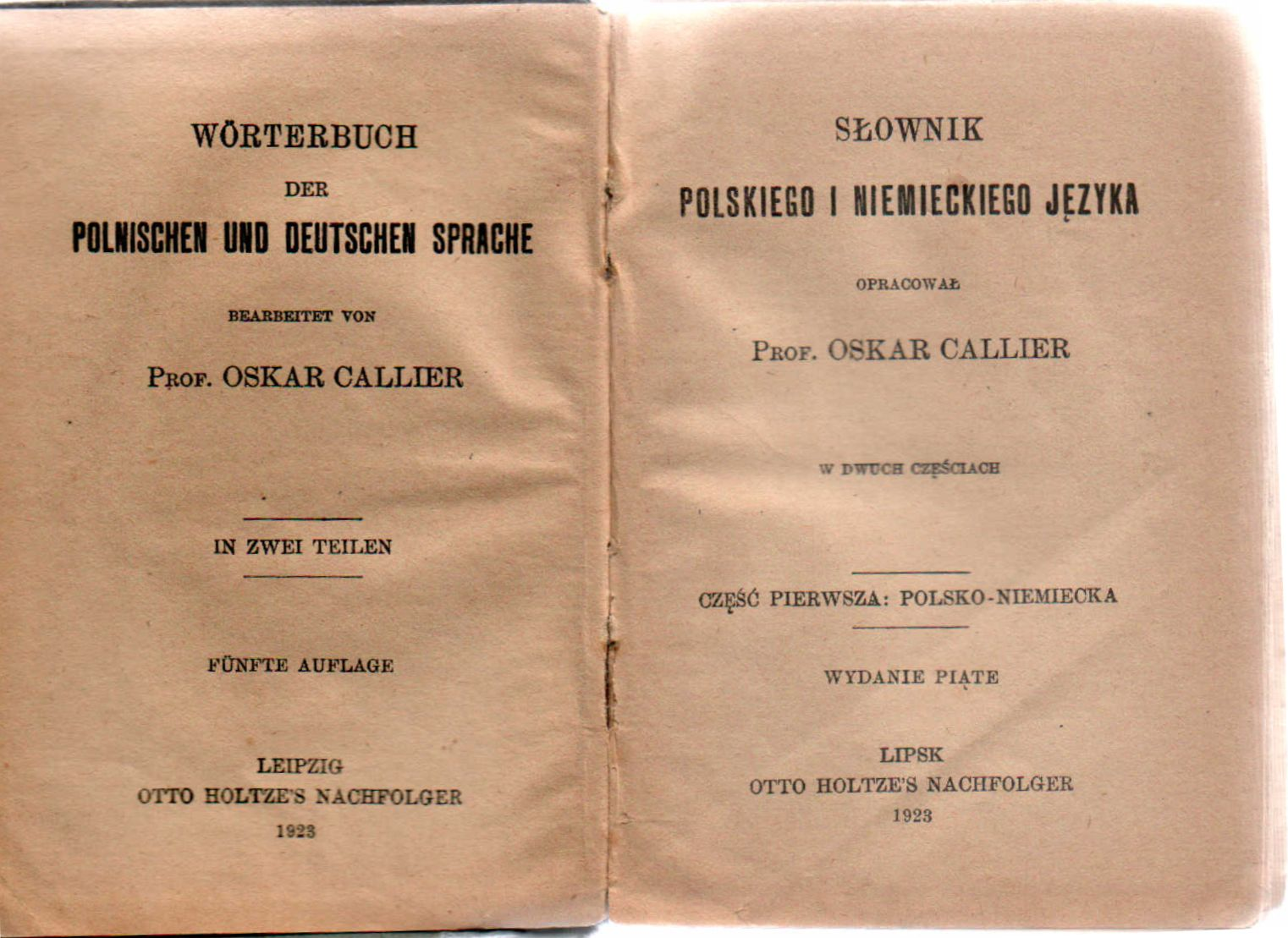
Słownik polsko- niemiecki z 1923 wyd. w Lipsku

W połowie 1919 osiadł w Poznaniu. Mimo podeszłego wieku podjął obowiązki nauczyciela języka francuskiego w gimnazjum im. Karola Marcinkowskiego, gdzie pracował do 1926, a także przez rok był lektorem języka angielskiego na powołanym właśnie Uniwersytecie Poznańskim (1919). W ostatnich latach życia powrócił do swoich wcześniejszych studiów lingwistycznych, których owocem stały się już poprzednio cenione przez współczesnych słowniki: Słownik polsko-angielski i angielsko-polski (1897, z Władysławem Kierstem), Słownik polsko-francuski i francusko-polski (1906), Słownik polsko-niemiecki i niemiecko-polski (1913). W 1923 Callier przyjęty został w poczet członków Polskiego Towarzystwa Przyjaciół Nauk.
Był Callier również znany z zaangażowania społecznego jako weteran powstania styczniowego, do końca życia pełnił funkcję prezesa poznańskiego Stowarzyszenia Weteranów z 1863, w maju 1923 przypadł mu w udziale zaszczyt powitania przed poznańskim ratuszem marszałka Ferdynanda Focha. „Siwy, krzepki starzec o pięknej, białej brodzie, w mundurze weteranów, był znaną osobistością w Poznaniu” (K. Rzyski). Zmarł 23 lutego 1929 w Poznaniu, tamże został pochowany w grobie rodzinnym na cmentarzu na Wzgórzu św. Wojciecha.

## Ordery i odznaczenia
- Krzyż Oficerski Orderu Odrodzenia Polski (7 listopada 1925)[1]
- Krzyż Walecznych

## Życie prywatne
Był dwukrotnie żonaty – od 1877 z Julią Lipczyńską, potem z Jadwigą Neubaer; z pierwszego małżeństwa miał dwoje dzieci (córkę Adelę i syna Witolda), z drugiego troje (syna Rogera oraz córki Anielę i Stefanię).